# Abou Djandal al-Kouweïti
Abdul Mohsen al-Zaghilani al-Taresh (en arabe : عبد المحسن الزغيلان الطارش), plus connu sous le nom de guerre de Abou Djandal al-Kouweïti (en arabe : أبو جندل الكويتي), né à une date inconnue à Al Jahra au Koweït et mort le 26 décembre 2016 près de Tabqa en Syrie, est un djihadiste koweïtien et un chef militaire de l'État islamique.

## Biographie
Abou Djandal al-Kouweïti rejoint l'État islamique en 2014. Il aurait pris part cette année-là à la  bataille de Deir ez-Zor à la tête d'un bataillon appelé « les chevaliers d’al-Jazeera ». En 2015, à la tête d'une unité appelée le « bataillon de réaction rapide » par Abou Mohammed al-Adnani, il prend part à la Bataille de Hassaké de juin et juillet 2015. En 2016, après s'être battu en Irak et en Syrie, il intègre le conseil de guerre et devient le numéro deux militaire de l'Etat islamique en Syrie. Cette année-là, face aux troupes du régime syrien, il aurait participé à la bataille de Khanasser, aurait repoussé l'offensive de Tabqa et repris la ville de Palmyre,. À la fin de l'année 2016, il dirige les forces djihadistes qui font face aux Forces démocratiques syriennes lors de l'offensive de Raqqa. Il est tué dans la nuit du 26 au 27 décembre 2016 par une frappe aérienne américaine lors d'une tentative de contre-attaque près du barrage de Tabqa,,.